# Lincolnův památník

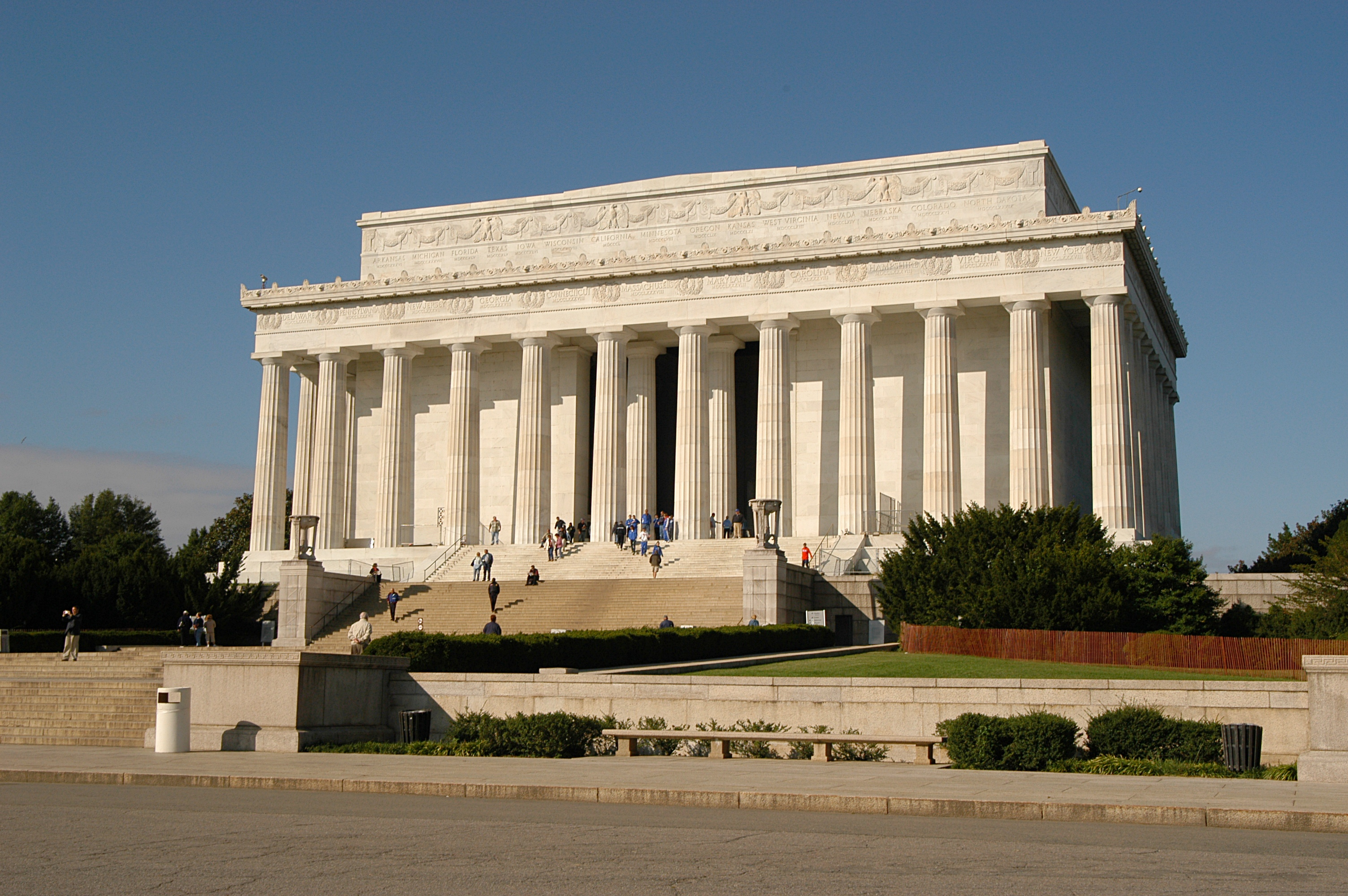
Lincolnův památník

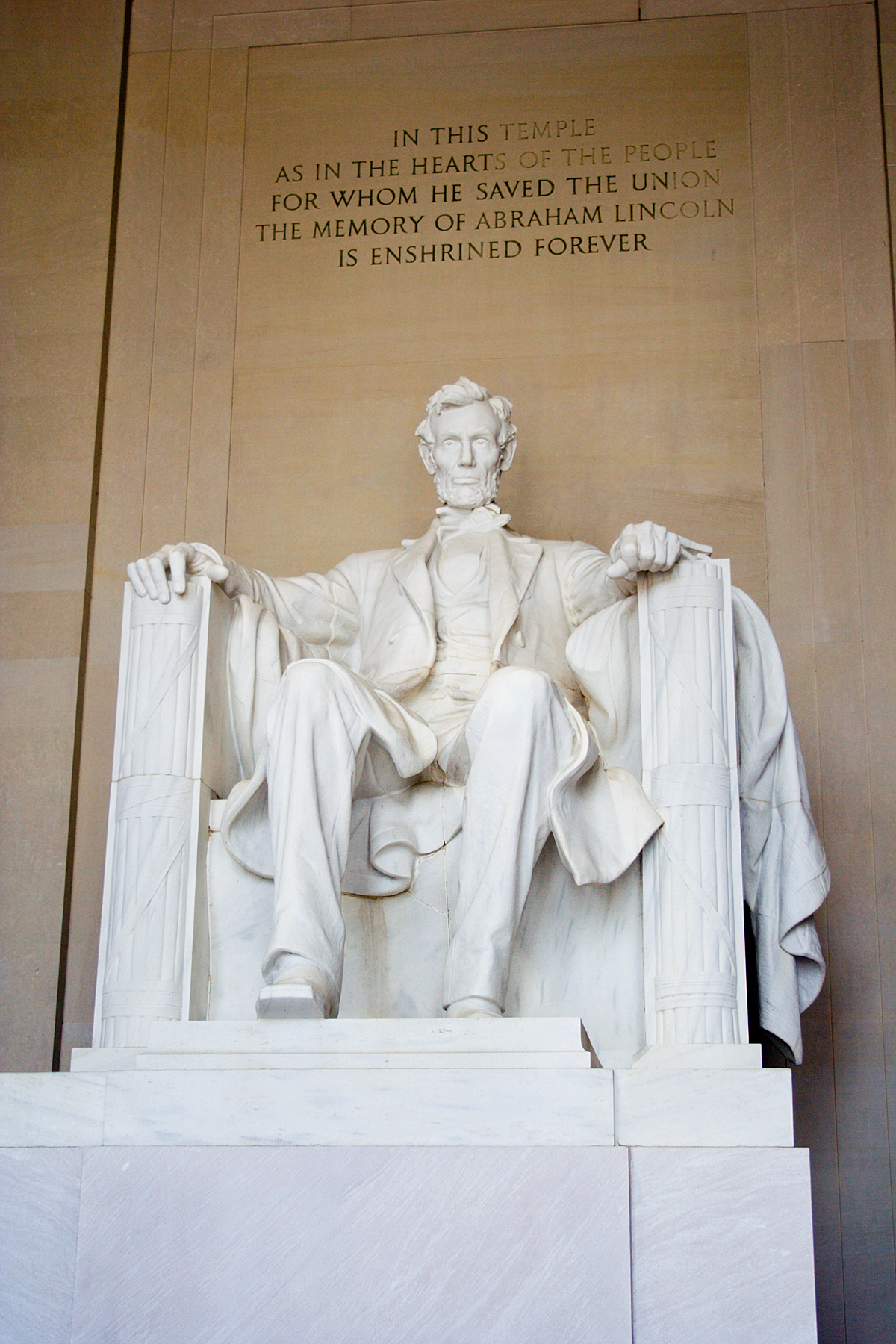
Vnitřní část památníku - socha Abrahama Lincolna

Lincolnův památník byl postaven k uctění památky prezidenta Spojených států Abrahama Lincolna. Leží na ose National Mall ve Washingtonu.
Základní kámen památníku byl položen v roce 1915 a slavnostní otevření proběhlo 30. května 1922. Architekt Henry Bacon jej navrhl ve stylu antického chrámu, takže připomíná slavný athénský Parthenón (chybí ale tympanon). Vnější sloupořadí obíhá prostor o délce 57 m a šířce 36 m. Tvoří je celkem 36 sloupů, z nich každý má výšku 13,4 m a průměr u paty 2,26 m. Počet sloupů odkazuje k počtu států, které byly součástí USA v době Lincolnovy smrti. Vnitřní sál dosahuje délky 28 m. V něm je umístěna obrovská sedící socha Abrahama Lincolna, kterou zhotovil sochař Daniel Chester French z 28 mramorových kvádrů. Dosahuje výšky 5,8 m a stejná je i její šířka.
Stěny vnitřního sálu pokrývají věty dvou Lincolnových projevů - při inauguraci v roce 1865 a v Gettysburgu v roce 1863. Doplňují je nástěnné malby s tematikou ukončení americké občanské války a osvobození otroků. Jejich autorem je Jules Guérin.
Přímo nad sochou je vysekán epitaf:
IN THIS TEMPLE AS IN THE HEARTS OF THE PEOPLE FOR WHOM HE SAVED THE UNION THE MEMORY OF ABRAHAM LINCOLN IS ENSHRINED FOREVER
(„V tomto chrámu, stejně jako v srdcích těch, pro něž zachránil Unii, bude památka Abrahama Lincolna uchována navěky“)
Jako jiné monumenty na National Mall, včetně blízkého Památníku vietnamských veteránů, Památníku veteránů korejské války a Národního památníku druhé světové války, je Lincolnův památník spravován Správou národních parků Spojených států. Pro veřejnost je otevřen od 8 hodin ráno do půlnoci po celý rok kromě 25. prosince.